# جنگل میکا
جنگل میکا (به لاتین: Mikea Forest) یک جنگل در ماداگاسکار است که در استان تولیارا واقع شده‌است.